# Барнева
Барнева (Барнёвка) — река в Курганской области России. Правый приток реки Исети.
Длина реки составляет 97 км, площадь водосборного бассейна 2900 км². Протекает в Шумихинском районе, Далматовском и Шадринском районах. Устье реки находится в 281 км по правому берегу Исети, в километре к востоку от деревни Барневское и в 13 км к востоку от Шадринска. У села Шахматово ширина реки 20 метров, глубина — 2 метра.

## Населённые пункты

### в Далматовском районе
- д. Ленинка
- с. Новопетропавловское
- с. Уксянское
- с. Любимово
- д. Бараба
- д. Ольховка
- д. Павелево
- с. Белоярка 1-я

### в Шадринском районе
- с. Понькино
- д. Ермакова
- с. Красная Звезда
- д. Погадайское
- с. Демино
- д. Ельничная
- д. Макарово
- д. Одина
- с. Черемисское
- д. Комария
- с. Шахматово

## Притоки
- Татарка, 80 км от устья
- Самчиха, 45 км от устья
- Шайтанка, 25 км от устья
- Солодянка, устье у д. Ельничная, 23 км от устья
- Комария, устье у д. Комария, 5,1 км от устья

## Данные водного реестра
По данным государственного водного реестра России относится к Иртышскому бассейновому округу, водохозяйственный участок реки — Исеть от впадения реки Теча и до устья, без реки Миасс, речной подбассейн реки — Тобол. Речной бассейн реки — Иртыш.
Код объекта в государственном водном реестре — 14010501112111200003309.